# Tobi Bakre
Tobi Bakré , né le 1er juin 1994 est un acteur, mannequin, animateur, animateur et photographe nigérian. Tobi est devenu célèbre après avoir terminé finaliste de l'émission de télé-réalité Big Brother Naija (saison 3) en 2018,.

## Biographie

### Enfance et éducation
Tobi est né dans une famille de quatre enfants, parmi lesquels son frère aîné, Femi Bakre, PDG de Kraks TV  et deux sœurs. Il obtient son baccalauréat à l'Université de Lagos où il a obtenu un diplôme de deuxième classe avec distinction en banque et finance,.

### Carrière
Tobi a été banquier d'affaires et a travaillé au bureau du comptable général de la Fédération et dans le secteur bancaire pendant quatre ans. Il a participé à la saison 3 de l'émission de télé-réalité Big Brother Naija. Il est ambassadeur de la marque auprès d'Unilever, d'Amstel Malta et de Jumia à l'intérieur et à l'extérieur du Nigeria.

## Filmographie

### Film
| Année | Titre              | Rôle         | Remarques                                                        |
| ----- | ------------------ | ------------ | ---------------------------------------------------------------- |
| 2019  | Réparez-nous       |              | avec Yvonne Nelson, Yvonne Okoro                                 |
| 2019  | Ruée vers le sucre | Andy         | avec Adesua Etomi, Bimbo Ademoye et Bisola Aiyeola               |
| 2018  | Mokalik            | Goké         | avec Simi réalisé par Kunle Afolayan                             |
| 2021  | L'alliance de sang |              |                                                                  |
| 2022  | fraternité         | Akin Adetula | avec OC Ukeje et Falz, un film de Jade Osiberu.                  |
| 2023  | Gangs de Lagos     | Obalola      | avec Adesua Etomi, Bimbo Ademoye, Chike, un film de Jade Osiberu |

### Télévision
| Année | Titre             | Rôle   | Remarques           |
| ----- | ----------------- | ------ | ------------------- |
| 2018  | Agitation         |        | sur Africa Magic    |
| 2019  | Journal de Jenifa | George | avec Funke Akindele |
| 2019  | Étapes            | Jeje   | Sur NdaniTV         |
| 2020  | Lara de Lagos     | Fémi   | Sur YouTube         |

## Récompenses et nominations
| Année | Récompenses                                    | Catégorie                                                     | Résultat   | Réf   |
| ----- | ---------------------------------------------- | ------------------------------------------------------------- | ---------- | ----- |
| 2020  | Prix du meilleur de Nollywood 2020             | Meilleur acteur dans un second rôle - anglais                 | Nomination | [ 7 ] |
| 2020  | Prix du meilleur de Nollywood 2020             | Acteur le plus prometteur                                     | Nomination | [ 7 ] |
| 2021  | Honneurs nets                                  | Personnalité médiatique la plus populaire (homme)             | Nomination | [ 8 ] |
| 2023  | Prix du choix des téléspectateurs Africa Magic | Meilleur acteur dans un drame, un film ou une série télévisée | En attente | [ 9 ] |